# Elencos da Team Bahrain McLaren
A equipa ciclista profissional Team Bahrain McLaren tem tido os seguinte elencos:

## Bahrain Merida Pro Cycling Team

### 2017
| Corredor             | Nascimento | Nacionalidade | Equipa 2016                   |
| Valerio Agnoli       | 06/01/1985 | Itália        | Astana Pro Team               |
| Yukiya Arashiro      | 22/09/1984 | Japão         | Lampre-Merida                 |
| Manuele Boaro        | 12/03/1987 | Itália        | Tinkoff                       |
| Grega Bole           | 13/08/1985 | Eslovênia     | Nippo-Vini Fantini            |
| Niccolò Bonifazio    | 29/10/1993 | Itália        | Trek-Segafredo                |
| Borut Božič          | 08/08/1980 | Eslovênia     | Cofidis                       |
| Janez Brajkovič      | 18/12/1983 | Eslovênia     | UnitedHealthcare              |
| Ondřej Cink          | 07/12/1990 | Chéquia       | Neoprofissional               |
| Sonny Colbrelli      | 17/05/1990 | Itália        | Bardiani CSF                  |
| Chun Kai Feng        | 02/11/1988 | Taiwan        | Lampre-Merida                 |
| Iván García Cortina  | 20/11/1995 | Espanha       | Etixx-Quick Step (stagiaire)  |
| Enrico Gasparotto    | 22/03/1982 | Itália        | Wanty-Groupe Gobert           |
| Tsgabu Grmay         | 25/08/1991 | Etiópia       | Lampre-Merida                 |
| Heinrich Haussler    | 25/02/1984 | Austrália     | IAM Cycling                   |
| Íon Ander Insausti   | 13/12/1992 | Espanha       | Euskadi Basque Country-Murias |
| Íon Izagirre         | 04/02/1989 | Espanha       | Movistar Team                 |
| Javier Moreno        | 18/07/1984 | Espanha       | Movistar Team                 |
| Ramūnas Navardauskas | 30/01/1988 | Lituânia      | Cannondale-Drapac             |
| Antonio Nibali       | 23/09/1992 | Itália        | Nippo-Vini Fantini            |
| Vincenzo Nibali      | 14/11/1984 | Itália        | Astana Pro Team               |
| Domen Novak          | 12/07/1995 | Eslovênia     | Adria Mobil                   |
| Franco Pellizotti    | 15/01/1978 | Itália        | Androni Giocattoli-Sidermec   |
| David Per            | 13/02/1995 | Eslovênia     | Adria Mobil                   |
| Luka Pibernik        | 23/10/1993 | Eslovênia     | Lampre-Merida                 |
| Kanstantsín Siutsou  | 09/08/1982 | Bielorrússia  | Dimension Data                |
| Giovanni Visconti    | 13/01/1983 | Itália        | Movistar Team                 |
| Meiyin Wang          | 26/12/1988 | China         | Wisdom-Hengxiang              |

Stagiaires

Desde o 1 de agosto, os seguintes corredores passaram a fazer parte da equipa como stagiaires (aprendices a prova).
| Corredor        | Nascimento | Nacionalidade | Equipa 2017 |
| --------------- | ---------- | ------------- | ----------- |
| Andrea Garosio  | 12/06/1993 | Itália        |             |
| Mark Padun      | 06/07/1996 | Ucrânia       |             |
| Andrea Toniatti | 13/08/1992 | Itália        |             |

### 2018
| Corredor             | Nascimento | Nacionalidade | Equipa 2017                |
| Valerio Agnoli       | 06/01/1985 | Itália        | Bahrain Merida             |
| Yukiya Arashiro      | 22/09/1984 | Japão         | Bahrain Merida             |
| Manuele Boaro        | 12/03/1987 | Itália        | Bahrain Merida             |
| Grega Bole           | 13/08/1985 | Eslovênia     | Bahrain Merida             |
| Niccolò Bonifazio    | 29/10/1993 | Itália        | Bahrain Merida             |
| Borut Božič          | 08/08/1980 | Eslovênia     | Bahrain Merida             |
| Sonny Colbrelli      | 17/05/1990 | Itália        | Bahrain Merida             |
| Chun Kai Feng        | 02/11/1988 | Taiwan        | Bahrain Merida             |
| Iván García Cortina  | 20/11/1995 | Espanha       | Bahrain Merida             |
| Enrico Gasparotto    | 22/03/1982 | Itália        | Bahrain Merida             |
| Heinrich Haussler    | 25/02/1984 | Austrália     | Bahrain Merida             |
| Gorka Izagirre       | 07/10/1987 | Espanha       | Movistar Team              |
| Íon Izagirre         | 04/02/1989 | Espanha       | Bahrain Merida             |
| Kristjan Koren       | 25/11/1986 | Eslovênia     | Cannondale-Drapac          |
| Matej Mohorič        | 19/10/1994 | Eslovênia     | UAE Team Emirates          |
| Ramūnas Navardauskas | 30/01/1988 | Lituânia      | Bahrain Merida             |
| Antonio Nibali       | 23/09/1992 | Itália        | Bahrain Merida             |
| Vincenzo Nibali      | 14/11/1984 | Itália        | Bahrain Merida             |
| Domen Novak          | 12/07/1995 | Eslovênia     | Bahrain Merida             |
| Mark Padun           | 06/07/1996 | Ucrânia       | Bahrain Merida (stagiaire) |
| Franco Pellizotti    | 15/01/1978 | Itália        | Bahrain Merida             |
| David Per            | 13/02/1995 | Eslovênia     | Bahrain Merida             |
| Hermann Pernsteiner  | 07/08/1990 | Áustria       | Amplatz-BMC                |
| Luka Pibernik        | 23/10/1993 | Eslovênia     | Bahrain Merida             |
| Domenico Pozzovivo   | 30/11/1982 | Itália        | AG2R La Mondiale           |
| Kanstantsín Siutsou  | 09/08/1982 | Bielorrússia  | Bahrain Merida             |
| Giovanni Visconti    | 13/01/1983 | Itália        | Bahrain Merida             |
| Meiyin Wang          | 26/12/1988 | China         | Bahrain Merida             |

Stagiaires

Desde o 1 de agosto, os seguintes corredores passaram a fazer parte da equipa como stagiaires (aprendices a prova).
| Corredor         | Nascimento | Nacionalidade | Equipa 2018           |
| ---------------- | ---------- | ------------- | --------------------- |
| Andrea Garosio   | 06/12/1993 | Itália        | d'Amico - Utensilnord |
| Maxim Pirard     | 31/07/1997 | Bélgica       |                       |
| Stephen Williams | 09/06/1996 | Reino Unido   | SEG Racing Academy    |

### 2019
| Corredor            | Nascimento | Nacionalidade | Equipa 2018                |
| Valerio Agnoli      | 06/01/1985 | Itália        | Bahrain Merida             |
| Yukiya Arashiro     | 22/09/1984 | Japão         | Bahrain Merida             |
| Phil Bauhaus        | 08/07/1994 | Alemanha      | Team Sunweb                |
| Grega Bole          | 13/08/1985 | Eslovênia     | Bahrain Merida             |
| Damiano Caruso      | 12/10/1987 | Itália        | BMC Racing Team            |
| Sonny Colbrelli     | 17/05/1990 | Itália        | Bahrain Merida             |
| Rohan Dennis        | 28/05/1990 | Austrália     | BMC Racing Team            |
| Chun Kai Feng       | 02/11/1988 | Taiwan        | Bahrain Merida             |
| Iván García Cortina | 20/11/1995 | Espanha       | Bahrain Merida             |
| Andrea Garosio      | 06/12/1993 | Itália        | Bahrain Merida (stagiaire) |
| Heinrich Haussler   | 25/02/1984 | Austrália     | Bahrain Merida             |
| Kristjan Koren      | 25/11/1986 | Eslovênia     | Bahrain Merida             |
| Matej Mohorič       | 19/10/1994 | Eslovênia     | Bahrain Merida             |
| Antonio Nibali      | 23/09/1992 | Itália        | Bahrain Merida             |
| Vincenzo Nibali     | 14/11/1984 | Itália        | Bahrain Merida             |
| Domen Novak         | 12/07/1995 | Eslovênia     | Bahrain Merida             |
| Mark Padun          | 06/07/1996 | Ucrânia       | Bahrain Merida             |
| Hermann Pernsteiner | 07/08/1990 | Áustria       | Bahrain Merida             |
| Luka Pibernik       | 23/10/1993 | Eslovênia     | Bahrain Merida             |
| Domenico Pozzovivo  | 30/11/1982 | Itália        | Bahrain Merida             |
| Marcel Sieberg      | 30/04/1982 | Alemanha      | Lotto Soudal               |
| Dylan Teuns         | 01/03/1992 | Bélgica       | BMC Racing Team            |
| Jan Tratnik         | 23/02/1990 | Eslovênia     | CCC Sprandi Polkowice      |
| Meiyin Wang         | 26/12/1988 | China         | Bahrain Merida             |
| Stephen Williams    | 09/06/1996 | Reino Unido   | Bahrain Merida (stagiaire) |

1. ↑  Até o 13 de setembro.

## Team Bahrain McLaren

### 2020
| Corredor            | Nascimento | Nacionalidade | Equipa2019               |
| Yukiya Arashiro     | 22/09/1984 | Japão         | Bahrain Merida           |
| Phil Bauhaus        | 08/07/1994 | Alemanha      | Bahrain Merida           |
| Pello Bilbao        | 25/02/1990 | Espanha       | Astana Pro Team          |
| Grega Bole          | 13/08/1985 | Eslovênia     | Bahrain Merida           |
| Santiago Buitrago   | 26/09/1999 | Colômbia      | Neo (Cinelli)            |
| Eros Capecchi       | 13/06/1986 | Itália        | Deceuninck-Quick Step    |
| Damiano Caruso      | 12/10/1987 | Itália        | Bahrain Merida           |
| Mark Cavendish      | 21/05/1985 | Reino Unido   | Dimension Data           |
| Sonny Colbrelli     | 17/05/1990 | Itália        | Bahrain Merida           |
| Scott Davies        | 05/08/1995 | Reino Unido   | Dimension Data           |
| Chun Kai Feng       | 02/11/1988 | Taiwan        | Bahrain Merida           |
| Iván García Cortina | 20/11/1995 | Espanha       | Bahrain Merida           |
| Marco Haller        | 01/04/1991 | Áustria       | Team Katusha-Alpecin     |
| Heinrich Haussler   | 25/02/1984 | Austrália     | Bahrain Merida           |
| Kevin Inkelaar      | 08/07/1997 | Países Baixos | Groupama-FDJ Continental |
| Mikel Landa         | 13/12/1989 | Espanha       | Movistar Team            |
| Matej Mohorič       | 19/10/1994 | Eslovênia     | Bahrain Merida           |
| Domen Novak         | 12/07/1995 | Eslovênia     | Bahrain Merida           |
| Mark Padun          | 06/07/1996 | Ucrânia       | Bahrain Merida           |
| Hermann Pernsteiner | 07/08/1990 | Áustria       | Bahrain Merida           |
| Luka Pibernik       | 23/10/1993 | Eslovênia     | Bahrain Merida           |
| Wout Poels          | 01/10/1987 | Países Baixos | Team INEOS               |
| Marcel Sieberg      | 30/04/1982 | Alemanha      | Bahrain Merida           |
| Dylan Teuns         | 01/03/1992 | Bélgica       | Bahrain Merida           |
| Jan Tratnik         | 23/02/1990 | Eslovênia     | Bahrain Merida           |
| Rafa Valls          | 25/06/1987 | Espanha       | Movistar Team            |
| Stephen Williams    | 09/06/1996 | Reino Unido   | Bahrain Merida           |
| Alfred Wright       | 13/06/1999 | Reino Unido   | CCC Team (stagiaire)     |